# Ministerio de Defensa Nacional (Paraguay)
El Ministerio de Defensa Nacional de la República del Paraguay es un organismo del Poder Ejecutivo, que tiene como función la dirección, gestión y ejecución de la política referente a la Defensa Nacional, y el desempeño de las funciones administrativas de las Fuerzas Armadas de la nación. Como institución, fue creada el 4 de noviembre de 1855 bajo la presidencia de Carlos Antonio López, con la denominación inicial de Ministerio de Guerra y Marina Fluvial, hasta que por Decreto Ley n.º 19.392 del 13 de agosto de 1943 cambia a su denominación actual. María Liz García, fue la primera mujer en desempeñar este cargo. Actualmente, el ministro de Defensa Nacional es el general de Ejército, Óscar Luis González Cañete.